# 卡迪根
卡迪根（英語：Cardigan）是位於英國威爾斯中部錫爾迪金的一座城鎮，現在是錫爾迪金的第二大城市。卡迪根的歷史可以追溯至11世紀晚期至12世紀早期。2001年時，卡迪根的人口有4,203人。

## 外部連結
- Cardigan history on GENUKI （页面存档备份，存于）
- 2001 Census. Neighbourhood Statistics: Cardigan （页面存档备份，存于）
- Photographs of Cardigan and surrounding area on Geograph （页面存档备份，存于）
- Dyfed Archaeological Trust - Towyn Burrows and Gwbert